# Yacopí (kommun)
Yacopí är en kommun i Colombia.   Den ligger i departementet Cundinamarca, i den centrala delen av landet, 120 km norr om huvudstaden Bogotá. Antalet invånare är 16 411.